# رامي (اسم)
رامي هو اسم علم مذكر من أصل عربي، ومعناه هو من يجيد الرماية.

## شخصيات تحمل الاسم
- رامي الحمد الله (سياسي فلسطيني، 10 أغسطس 1958 – )
- رامي بدوي (لاعب كرة قدم تونسي، 19 يناير 1990[3] – )
- رامي بن سبعيني (لاعب كرة قدم جزائري، 16 أبريل 1995[4] – )
- رامي ربيعة (لاعب كرة قدم مصري، 20 مايو 1993[5] – )
- رامي سعري (17 سبتمبر 1963 – )
- رامي شعبان (لاعب كرة قدم سويدي، 30 يونيو 1975[6] – )
- رامي عاشور (لاعب اسكواش مصري، 30 سبتمبر 1987 – )
- رامي غيرشون (لاعب كرة قدم إسرائيلي، 12 أغسطس 1988[7] – )
- رامي مالك (ممثل أمريكي، 12 مايو 1981 – )
- رامي مخلوف (رجل أعمال سوري، 10 يوليو 1969 – )

## وصلات خارجية
- موسوعة السلطان قابوس لأسماء العرب